# アスピック

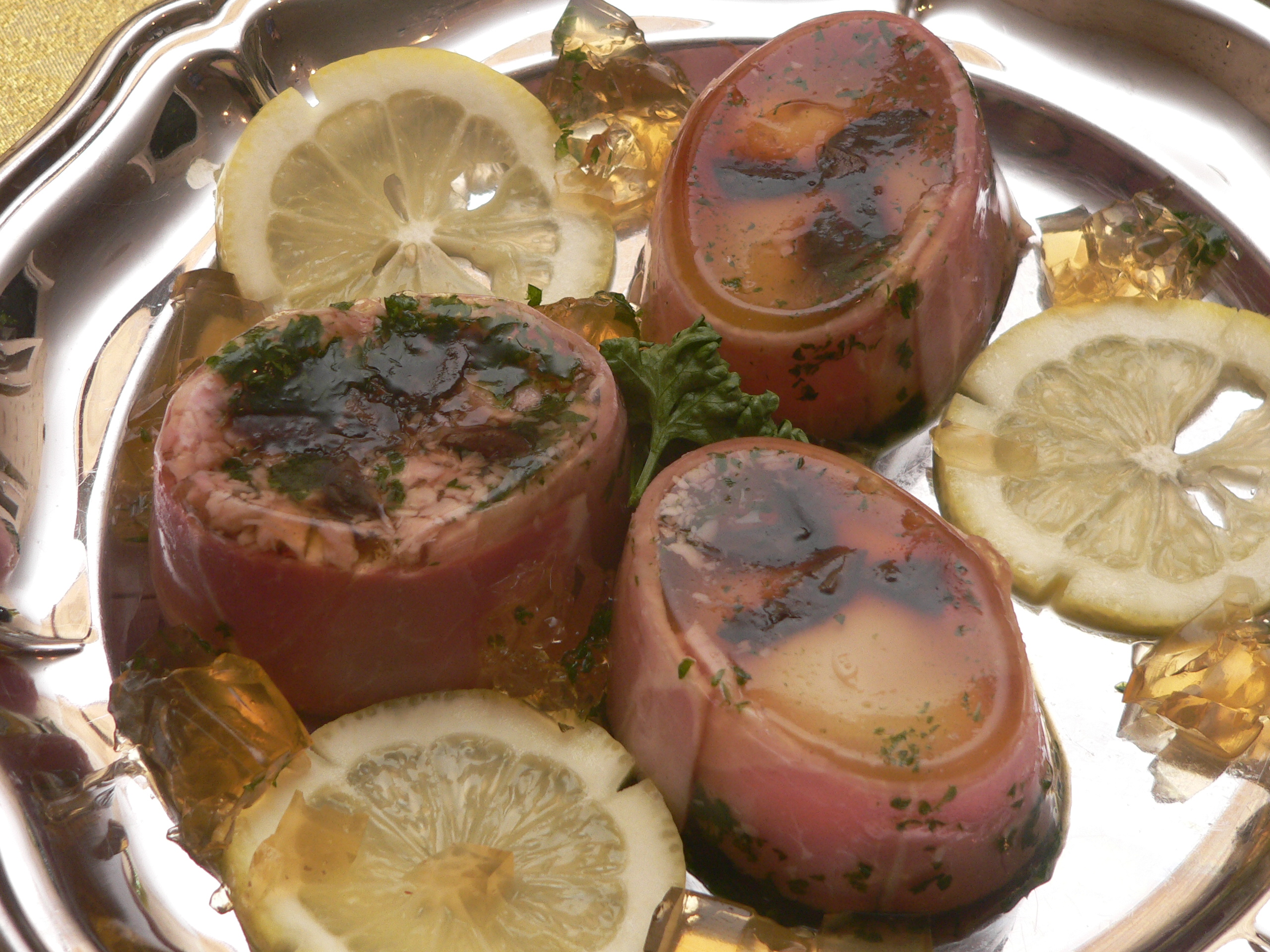
アスピック

アスピック（aspic）はフランス料理の一種で、肉や魚を煮たブイヨンをゼリーにしたもの。日本料理でいう煮こごり、中華料理では肴肉にあたる調理方法。

## 解説
アスピックにはフランス語でコブラという意味があり、スープの色や固まりかけたその形状がコブラを連想させる所からこの名が付いた。
アスピックは、肉の表面に塗ってから味とつやを出すため、あるいは魚や肉、卵、野菜など何種類か一緒に固めて前菜やサラダにも使うことがある。

## 形容詞
料理の状態になぞらえ、ごちゃ混ぜにして一つにまとめた状態（混然一体・十把ひとからげ）のことを「in aspic」と表現する。